# أدة (أرومية)
أدة هي قرية آشورية مسيحية في مقاطعة أرومية، إيران. يقدر عدد سكانها بـ 102 نسمة بحسب إحصاء 2016.